# Ròmul i Rem
Ròmul i Rem (llatí: Romulus et Remus) són els bessons que fundaren la ciutat de Roma segons la mitologia romana. Establiren igualment el senat romà. Ròmul va convertir-se a més en el seu primer rei. La seva llegenda ha tingut diverses versions.
La historiografia moderna considera falsa aquesta tradició, fixant l'origen de la ciutat entre finals del segle vii aC i la meitat del segle viii aC. Hom ha pres el 21 d'abril de 753 aC com a data tradicional de la fundació de Roma. Els avenços de les investigacions arqueològiques a la ciutat de Roma han permès marcar el pas de la fase protourbana a una estructura estatal urbana a mitjans del segle viii aC.
Aquesta llegenda popular sobre la fundació de Roma neix a començaments del segle vi aC, o anteriorment.

## Mite
Després de la Guerra de Troia, Enees, un príncep troià que va sobreviure a la destrucció de la seva ciutat, es va refugiar amb la seva família a la plana del Laci. Anys després, el seu fill, Ascani, va fundar la ciutat d'Alba Longa.
Quatre segles més tard, un dels reis d'Alba Longa, Numítor, va ser destronat pel seu germà petit Amuli, qui el va expulsar de la ciutat, va matar els seus fills i va obligar la seva filla Rea Sílvia a dedicar-se al culte de Vesta. Tanmateix, el déu Mart va fer mare la filla de Numítor, donant-li els bessons Ròmul i Rem:
| «                                 | La vestal Sílvia va anar a la font a cercar aigua per rentar els objectes del ritu; cansada es va asseure a terra per refrescar-se amb el pit descobert, de tal manera que l'ombrera dels salzes, el xerroteig dels ocells i la remor de l'aigua li van produir un profund son. Veient-la Mart va sentir desigs lascius i la va posseir | » |
| — Ovidi, Fastos III 11-25 i 73-80 | |   |

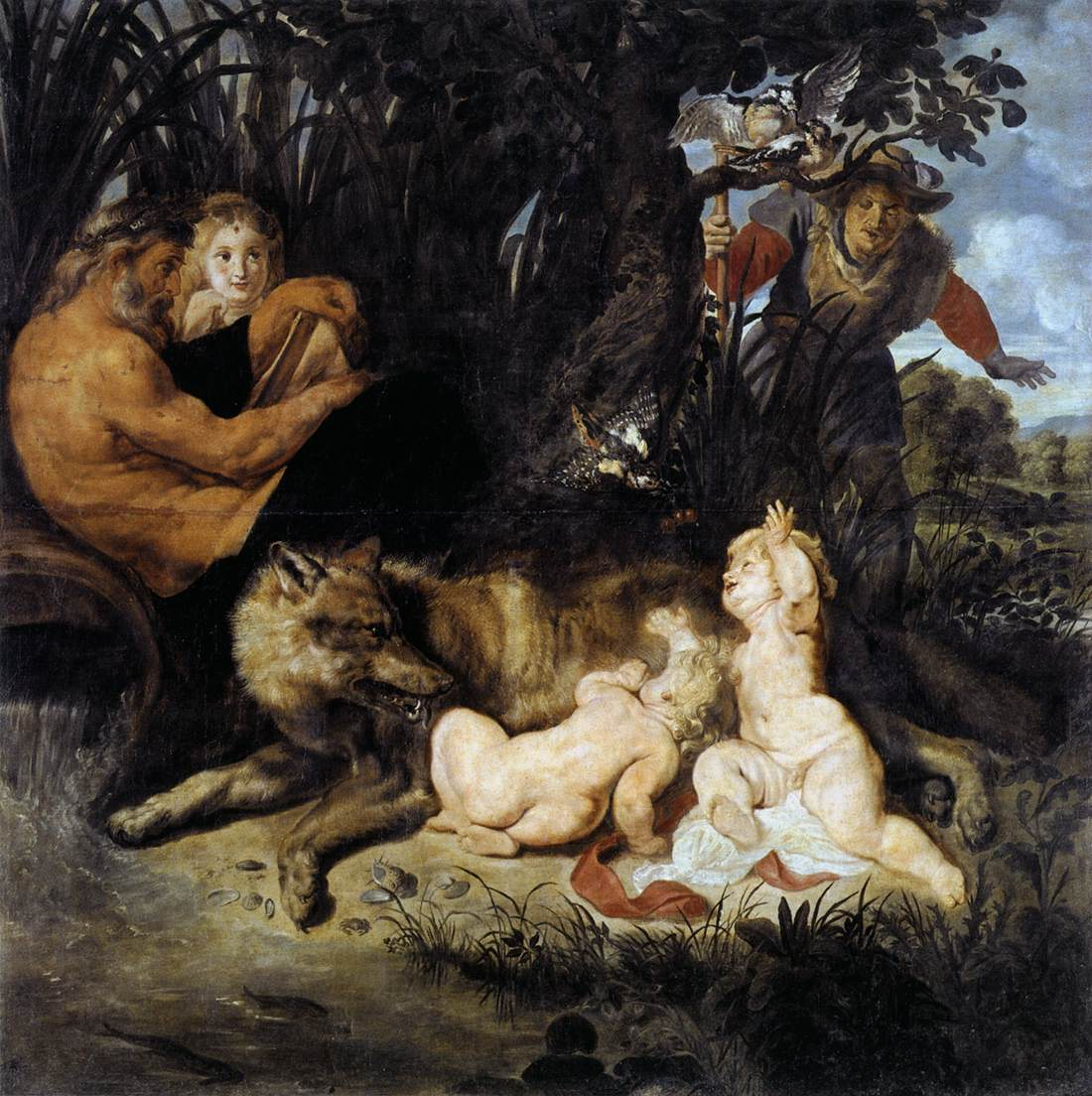
Ròmul i Rem (Peter Paul Rubens, 1615-1616). Faustulus (a la dreta de l'obra) descobreix Ròmul i Rem amb la lloba i un pícid. La seva mare, Rea Sílvia, i Tiberí presencien el moment.

Amuli, enfurismat, va ordenar que els nens fossin llançats a les aigües del riu Tíber, però la cistella en què havien estat dipositats va quedar varada a la vora per una figuera (Ficus Ruminalis) i una lloba, coneguda com a Luperca, va trobar els germans i els va alletar com si fos la seva pròpia mare. Més tard, van ser recollits i criats pel matrimoni de pastors Faustulus i Acca Laurèntia.

### Retorn i fundació de Roma
Els bessons van descobrir el seu origen. Cercant venjança, van tornar a la seva ciutat natal per matar el seu besoncle i retornar el tron al seu avi Numítor. Aquest, en agraïment, els va lliurar als territoris del nord-oest del Laci. Amb 18 anys (753 aC) van decidir fundar una ciutat just on la lloba els va trobar. Discutint sobre el nom de la ciutat, van decidir que el triaria aquell que fos designat pels déus mitjançant el vol dels ocells, prova que va superar Ròmul. Rem deia que era un auguri les sis aus que assenyalaven l'Aventí, mentre que Ròmul va entendre com un altre auguri les dotze aus que van assenyalar el Palatí, al peu del qual es va fundar la nova ciutat.
Després d'una discussió, Ròmul va decidir marcar els límits de la futura ciutat, coneguts com el pomerium, i va amenaçar de matar tot aquell que els creués. Rem va desobeir i va creuar amb menyspreu la línia, argumentant que mai arribaria a ser rei. Ròmul no ho va dubtar i va posar fi a la seva vida. Penedit, va decidir enterrar el seu germà al cim del Palatí, i en honor del seu propi nom va anomenar la nova ciutat amb el nom de Roma. Llavors, va emprendre una nova etapa en solitari com a primer, rei de Roma.
Va crear el senat romà —format per cent persones conegudes com a patres, descendents dels quals van ser els patricis— i va dividir la ciutat en 30 cúries o congregacions.

### Rapte de les sabines

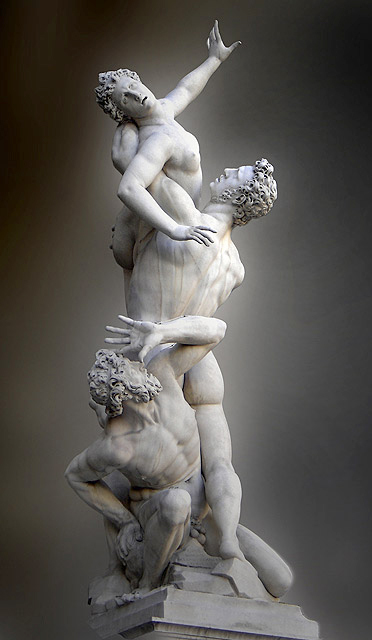
El rapte de les sabines (Giambologna)

Ròmul va acceptar tota mena de gent: refugiats, lliberts, esclaus pròfugs, etc. Tanmateix, amb aquest mètode la població era eminentment masculina. Va organitzar unes proves esportives en les quals va convidar les poblacions veïnes (principalment sabins) i durant les quals en va aprofitar per raptar llurs dones (un fet conegut com el rapte de les sabines). Els sabins van atacar Roma per alliberar-les, però al final les esposes dels romans (les sabines) els van suplicar que no s'entrematessin. Tot va acabar amigablement i Ròmul va formar amb el rei sabí, Titus Taci, una diarquia que va durar poc, fins a la mort del sabí.

### Organització de Roma
Acabada la guerra amb els sabins, Ròmul va establir la diarquia amb el rei sabí, Titus Taci, i va augmentar el nombre de senadors fins a 200. Ròmul, a més, va crear les primeres tres tribus: romans, sabins i la població restant. A més, va dividir cadascuna d'aquestes tribus en deu cúries, cadascuna de les quals es va anomenar amb el nom de trenta de les sabines raptades. Al seu torn, va dividir aquestes en 10 gens, famílies.
Ròmul també va formar les primeres legions que estaven conformades per 3.000 d'infanteria i 300 de cavalleria, és a dir, cada cúria havia d'aportar una centúria d'infanteria i una decúria de cavalleria. També va crear la guàrdia dels celeres, que era la guàrdia personal dels reis. El seu nom derivava de Celer, qui era el seu cap i el conseller més important de Ròmul. Aquesta guàrdia estava conformada per 300 homes d'infanteria, segons alguns historiadors, o bé de cavalleria, segons altres.

### Mort de Ròmul
Ròmul va morir enmig d'una tempesta provocada pel déu Mart, el seu pare, esdevenint el déu Quirí:
| «         | Com que va desaparèixer durant un sobtat temporal després de trenta-set anys de regnat, es va creure que havia ascendit al cel i va ser divinitzat [amb el nom de Quirí] | » |
| — Eutropi | |   |

Després d'aquest fet es va produir un any d'interregnum i, seguidament, Numa Pompili li va succeir com a rei de Roma.
En la cronologia actual del calendari gregorià, es va fixar el 21 d'abril de 753 aC, sent l'any 0 en el calendari romà, simbolitzant la fundació de Roma. Per exemple, 200 auc (Anno 200 ab urbe condita) es llegiria com «l'any 200 des de la fundació de l'urbs de Roma»).

## Segons la historiografia moderna
Els elements de la llegenda sobre els orígens de Roma són complexos. Destaca un culte totèmic del llop propi de les civilitzacions pastorals, la presència de temes mitològics grecoetruscos (cérvola de Tèlef, lloba de Bolonya) i la dualitat ètnica (llatins i sabins) o política (patricis i plebeus) a través de dues etimologies: una de grega (Rhomos) i una altra de llatina (Romulus) per l'epònim fundador de la ciutat. També cal comentar que està ambientat en una escenografia local: la gruta del Palatí (Lupercal) i la figuera sagrada (Ruminal).

## Arbre genealògic
|        |        |        |        |        |        | Anquises       | Anquises       | Anquises       | Anquises       | Anquises       | Anquises       |          |          |          |          |              |            | Venus      | Venus      | Venus       | Venus       | Venus       | Venus       |             |             |           |           | Llatí     | Llatí     | Llatí   | Llatí   | Llatí   | Llatí   |  |  |  |  |  |  |  |  |  |  |
|        |        |        |        |        |        | Anquises       | Anquises       | Anquises       | Anquises       | Anquises       | Anquises       |          |          |          |          |              |            | Venus      | Venus      | Venus       | Venus       | Venus       | Venus       |             |             |           |           | Llatí     | Llatí     | Llatí   | Llatí   | Llatí   | Llatí   |  |  |  |  |  |  |  |  |  |  |
|        |        |        |        |        |        |                |                |                |                |                |                |          |          |          |          |              |            |            |            |             |             |             |             |             |             |           |           |           |           |         |         |         |         |  |  |  |  |  |  |  |  |  |  |
| Creüsa | Creüsa | Creüsa | Creüsa | Creüsa | Creüsa |                |                |                |                |                |                | Enees    | Enees    | Enees    | Enees    | Enees        | Enees      |            |            |             |             |             |             |             |             |           |           | Lavínia   | Lavínia   | Lavínia | Lavínia | Lavínia | Lavínia |  |  |  |  |  |  |  |  |  |  |
| Creüsa | Creüsa | Creüsa | Creüsa | Creüsa | Creüsa |                |                |                |                |                |                | Enees    | Enees    | Enees    | Enees    | Enees        | Enees      |            |            |             |             |             |             |             |             |           |           | Lavínia   | Lavínia   | Lavínia | Lavínia | Lavínia | Lavínia |  |  |  |  |  |  |  |  |  |  |
|        |        |        |        |        |        |                |                |                |                |                |                |          |          |          |          |              |            |            |            |             |             |             |             |             |             |           |           |           |           |         |         |         |         |  |  |  |  |  |  |  |  |  |  |
|        |        |        |        |        |        | Ascani o Iulus | Ascani o Iulus | Ascani o Iulus | Ascani o Iulus | Ascani o Iulus | Ascani o Iulus |          |          |          |          |              |            |            |            | Silvi       | Silvi       | Silvi       | Silvi       | Silvi       | Silvi       |           |           |           |           |         |         |         |         |  |  |  |  |  |  |  |  |  |  |
|        |        |        |        |        |        | Ascani o Iulus | Ascani o Iulus | Ascani o Iulus | Ascani o Iulus | Ascani o Iulus | Ascani o Iulus |          |          |          |          |              |            |            |            | Silvi       | Silvi       | Silvi       | Silvi       | Silvi       | Silvi       |           |           |           |           |         |         |         |         |  |  |  |  |  |  |  |  |  |  |
|        |        |        |        |        |        | Silvius        | Silvius        | Silvius        | Silvius        | Silvius        | Silvius        |          |          |          |          |              |            |            |            | Enees Silvi | Enees Silvi | Enees Silvi | Enees Silvi | Enees Silvi | Enees Silvi |           |           |           |           |         |         |         |         |  |  |  |  |  |  |  |  |  |  |
|        |        |        |        |        |        | Silvius        | Silvius        | Silvius        | Silvius        | Silvius        | Silvius        |          |          |          |          |              |            |            |            | Enees Silvi | Enees Silvi | Enees Silvi | Enees Silvi | Enees Silvi | Enees Silvi |           |           |           |           |         |         |         |         |  |  |  |  |  |  |  |  |  |  |
|        |        |        |        |        |        | Brutus         | Brutus         | Brutus         | Brutus         | Brutus         | Brutus         |          |          |          |          |              |            |            |            | Llatí Silvi | Llatí Silvi | Llatí Silvi | Llatí Silvi | Llatí Silvi | Llatí Silvi |           |           |           |           |         |         |         |         |  |  |  |  |  |  |  |  |  |  |
|        |        |        |        |        |        | Brutus         | Brutus         | Brutus         | Brutus         | Brutus         | Brutus         |          |          |          |          |              |            |            |            | Llatí Silvi | Llatí Silvi | Llatí Silvi | Llatí Silvi | Llatí Silvi | Llatí Silvi |           |           |           |           |         |         |         |         |  |  |  |  |  |  |  |  |  |  |
|        |        |        |        |        |        |                |                |                |                |                |                |          |          |          |          |              |            |            |            | Alba        |             |             |             |             |             |           |           |           |           |         |         |         |         |  |  |  |  |  |  |  |  |  |  |
|        |        |        |        |        |        |                |                |                |                |                |                |          |          |          |          |              |            |            |            |             |             |             |             |             |             |           |           |           |           |         |         |         |         |  |  |  |  |  |  |  |  |  |  |
|        |        |        |        |        |        |                |                |                |                |                |                |          |          |          |          |              |            |            |            | Atis        |             |             |             |             |             |           |           |           |           |         |         |         |         |  |  |  |  |  |  |  |  |  |  |
|        |        |        |        |        |        |                |                |                |                |                |                |          |          |          |          |              |            |            |            |             |             |             |             |             |             |           |           |           |           |         |         |         |         |  |  |  |  |  |  |  |  |  |  |
|        |        |        |        |        |        |                |                |                |                |                |                |          |          |          |          |              |            |            |            | Capis       |             |             |             |             |             |           |           |           |           |         |         |         |         |  |  |  |  |  |  |  |  |  |  |
|        |        |        |        |        |        |                |                |                |                |                |                |          |          |          |          |              |            |            |            |             |             |             |             |             |             |           |           |           |           |         |         |         |         |  |  |  |  |  |  |  |  |  |  |
|        |        |        |        |        |        |                |                |                |                |                |                |          |          |          |          |              |            |            |            | Càpet       |             |             |             |             |             |           |           |           |           |         |         |         |         |  |  |  |  |  |  |  |  |  |  |
|        |        |        |        |        |        |                |                |                |                |                |                |          |          |          |          |              |            |            |            |             |             |             |             |             |             |           |           |           |           |         |         |         |         |  |  |  |  |  |  |  |  |  |  |
|        |        |        |        |        |        |                |                |                |                |                |                |          |          |          |          |              |            |            |            | Tiberí      |             |             |             |             |             |           |           |           |           |         |         |         |         |  |  |  |  |  |  |  |  |  |  |
|        |        |        |        |        |        |                |                |                |                |                |                |          |          |          |          |              |            |            |            |             |             |             |             |             |             |           |           |           |           |         |         |         |         |  |  |  |  |  |  |  |  |  |  |
|        |        |        |        |        |        |                |                |                |                |                |                |          |          |          |          |              |            |            |            | Agripa      |             |             |             |             |             |           |           |           |           |         |         |         |         |  |  |  |  |  |  |  |  |  |  |
|        |        |        |        |        |        |                |                |                |                |                |                |          |          |          |          |              |            |            |            |             |             |             |             |             |             |           |           |           |           |         |         |         |         |  |  |  |  |  |  |  |  |  |  |
|        |        |        |        |        |        |                |                |                |                |                |                |          |          |          |          |              |            |            |            | Ròmul       |             |             |             |             |             |           |           |           |           |         |         |         |         |  |  |  |  |  |  |  |  |  |  |
|        |        |        |        |        |        |                |                |                |                |                |                |          |          |          |          |              |            |            |            |             |             |             |             |             |             |           |           |           |           |         |         |         |         |  |  |  |  |  |  |  |  |  |  |
|        |        |        |        |        |        |                |                |                |                |                |                |          |          |          |          |              |            |            |            | Aventí      |             |             |             |             |             |           |           |           |           |         |         |         |         |  |  |  |  |  |  |  |  |  |  |
|        |        |        |        |        |        |                |                |                |                |                |                |          |          |          |          |              |            |            |            |             |             |             |             |             |             |           |           |           |           |         |         |         |         |  |  |  |  |  |  |  |  |  |  |
|        |        |        |        |        |        |                |                |                |                |                |                |          |          |          |          |              |            |            |            | Proca       |             |             |             |             |             |           |           |           |           |         |         |         |         |  |  |  |  |  |  |  |  |  |  |
|        |        |        |        |        |        |                |                |                |                |                |                |          |          |          |          |              |            |            |            |             |             |             |             |             |             |           |           |           |           |         |         |         |         |  |  |  |  |  |  |  |  |  |  |
|        |        |        |        |        |        |                |                |                |                |                |                |          |          |          |          |              |            |            |            |             |             |             |             |             |             |           |           |           |           |         |         |         |         |  |  |  |  |  |  |  |  |  |  |
|        |        |        |        |        |        |                |                |                |                |                |                |          |          |          |          |              |            |            |            |             |             |             |             |             |             |           |           |           |           |         |         |         |         |  |  |  |  |  |  |  |  |  |  |
|        |        |        |        |        |        |                |                |                |                |                |                |          |          |          |          | Numítor      | Numítor    | Numítor    | Numítor    | Numítor     | Numítor     |             |             |             |             | Amuli     | Amuli     | Amuli     | Amuli     | Amuli   | Amuli   |         |         |  |  |  |  |  |  |  |  |  |  |
|        |        |        |        |        |        |                |                |                |                |                |                |          |          |          |          | Numítor      | Numítor    | Numítor    | Numítor    | Numítor     | Numítor     |             |             |             |             | Amuli     | Amuli     | Amuli     | Amuli     | Amuli   | Amuli   |         |         |  |  |  |  |  |  |  |  |  |  |
|        |        |        |        |        |        |                |                |                |                |                |                |          |          |          |          | Rea Sílvia   | Rea Sílvia | Rea Sílvia | Rea Sílvia | Rea Sílvia  | Rea Sílvia  |             |             | Ares/Mart   | Ares/Mart   | Ares/Mart | Ares/Mart | Ares/Mart | Ares/Mart |         |         |         |         |  |  |  |  |  |  |  |  |  |  |
|        |        |        |        |        |        |                |                |                |                |                |                |          |          |          |          | Rea Sílvia   | Rea Sílvia | Rea Sílvia | Rea Sílvia | Rea Sílvia  | Rea Sílvia  |             |             | Ares/Mart   | Ares/Mart   | Ares/Mart | Ares/Mart | Ares/Mart | Ares/Mart |         |         |         |         |  |  |  |  |  |  |  |  |  |  |
|        |        |        |        |        |        |                |                |                |                |                |                |          |          |          |          |              |            |            |            |             |             |             |             |             |             |           |           |           |           |         |         |         |         |  |  |  |  |  |  |  |  |  |  |
|        |        |        |        |        |        |                |                |                |                |                |                |          |          |          |          |              |            |            |            |             |             |             |             |             |             |           |           |           |           |         |         |         |         |  |  |  |  |  |  |  |  |  |  |
|        |        |        |        |        |        |                |                |                |                |                |                | Hersília | Hersília | Hersília | Hersília | Hersília     | Hersília   |            |            | Ròmul       | Ròmul       | Ròmul       | Ròmul       | Ròmul       | Ròmul       |           |           | Rem       | Rem       | Rem     | Rem     | Rem     | Rem     |  |  |  |  |  |  |  |  |  |  |
|        |        |        |        |        |        |                |                |                |                |                |                | Hersília | Hersília | Hersília | Hersília | Hersília     | Hersília   |            |            | Ròmul       | Ròmul       | Ròmul       | Ròmul       | Ròmul       | Ròmul       |           |           | Rem       | Rem       | Rem     | Rem     | Rem     | Rem     |  |  |  |  |  |  |  |  |  |  |
|        |        |        |        |        |        |                |                |                |                |                |                |          |          |          |          |              |            |            |            |             |             |             |             |             |             |           |           |           |           |         |         |         |         |  |  |  |  |  |  |  |  |  |  |
|        |        |        |        |        |        |                |                |                |                |                |                |          |          |          |          | Reis de Roma |            |            |            |             |             |             |             |             |             |           |           |           |           |         |         |         |         |  |  |  |  |  |  |  |  |  |  |

## Nota
1. ↑  Segons altres versions, Ròmul no va crear les tribus sinó que va aplegar les tres tribus que ja habitaven entre aquells turons:els luceres, els ramnes i els tities. El que si va fer va ser construir la ciutat a partir de dos carrers amples i rectes que es tallaven perpendicularment entre ells: el decumanus i el cardo. D'aquesta manera la ciutat quedava dividida en quatre districtes. Aviat la gent va preferir identificar-se amb el nom del districte que amb el nom de la tribu de la qual procedien, ja que es van barrejar amb molts nouvinguts sabins i etruscs; així la paraula tribu va adquirir el significat de districte residencial i districte electoral.(Theodor Mommsen: The History of Rome)